# Woloschtschyna (Lwiw)
Woloschtschyna (ukrainisch Волощина; russisch Волощина Woloschtschina, polnisch Wołoszczyzna) ist ein Dorf in der ukrainischen Oblast Lwiw mit etwa 600 Einwohnern (2001).

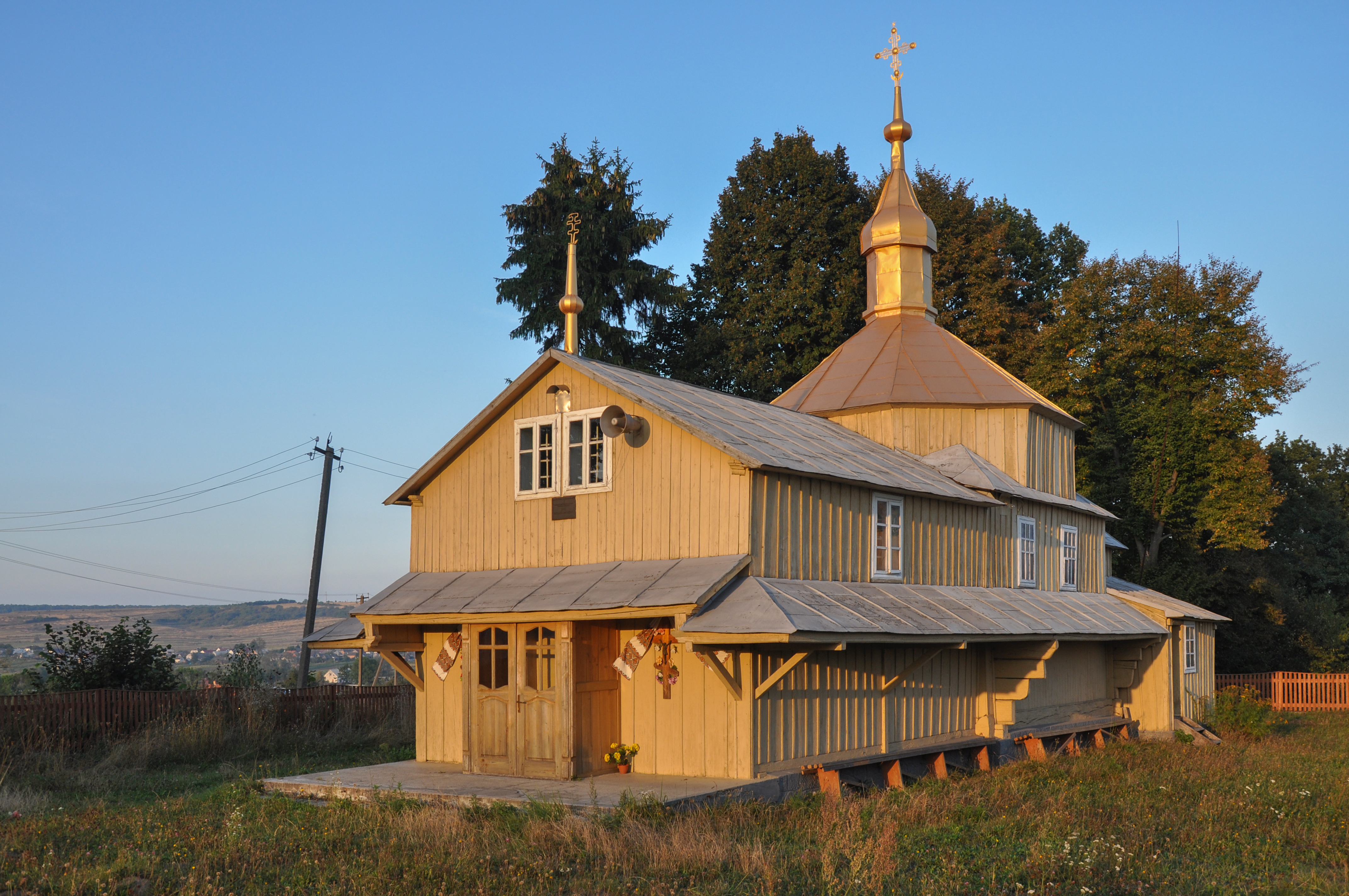
Denkmalgeschützte Himmelfahrtskirche von 1710

Am 12. Juni 2020 wurde das Dorf ein Teil der neu gegründeten Stadtgemeinde Bibrka im Rajon Lwiw, bis dahin war es Bestandteil der Landratsgemeinde Welyki Hlibowytschi Gemeinde im Westen des Rajon Peremyschljany.
Die Ortschaft liegt auf einer Höhe von 283 m westlich angrenzend an das ehemalige Gemeindezentrum Welyki Hlibowytschi, 30 km westlich vom ehemaligen Rajonzentrum Peremyschljany und 32 km südlich vom Oblastzentrum Lwiw. Am Dorfrand befindet sich die Bahnstation Hlibowytschi (Глібовичі) an der Bahnstrecke Lwiw–Tscherniwzi.
Die 1790 erbaute Himmelfahrt-Holzkirche ist ein architektonisches Denkmal von nationaler Bedeutung. Sie ist 16,8 m × 8,5 m groß und befindet sich an einem Hang am westlichen Rand des Dorfes. Der zweigeschossige Glockenturm südöstlich des Kirchengebäudes hat eine Grundfläche von 4,2 m × 4,2 m.